# Kostomuksja
Kostomuksja (ryska: Костомукша, Kostomuksja; karelska: Koštamuš; finska: Kostamus) är en stad i västra Karelska republiken i nordvästra Ryssland. Invånarantalet är ungefär 29 000. Kostomuksja ligger vid sjön Kontoki, cirka 30 kilometer från gränsen till Finland. De närmaste städerna är Kuhmo och Kajana i Finland.
Staden grundades 1977 och befolkades från olika regioner i Sovjetunionen. Orten fick stadsstatus 1983. Näringslivet domineras av en järngruva med förädlingsverk, vars produktion transporteras via Vartiusbanan till Karleby hamn i Finland.